# Irú
Pour les articles homonymes, voir Iru.
Les fèves de caroube irú (Yoruba) ou eware (Edo) sont un type de fèves de caroube fermentées et transformées (Parkia biglobosa) utilisées comme condiment en cuisine. Elles sont similaires à l'ogiri et au douchi. Elles sont très populaires parmi les Yoruba et les Edo du Nigeria. Elles sont utilisées dans la préparation de soupes traditionnelles comme la soupe egusi, la soupe okro, la soupe ewedu et la soupe ogbono.

## La culture d'irú
Parmi les peuples mandingues d'Afrique de l'Ouest, l'irú est connu sous le nom de sumbala. Les Yorubas classent l'iru en deux types :
- l'irú wooro est principalement utilisé dans les soupes de légumes comme lefo riro, la soupe egusi, la sauce ofada, l'ayamashe, le ragoût buka, l'obe ata, l'ila asepo, etc.[2] ;
- l’irú pẹ̀tẹ̀ est utilisé dans la préparation de l'ewedu et de la soupe egusi[3].

Pendant la fermentation, la teneur en sucres réducteurs augmente et la teneur totale en acides aminés libres diminue initialement ; à la fin, cependant, il y a une forte augmentation de la teneur en acides aminés libres.